# 1932年レークプラシッドオリンピックのイギリス選手団
1932年レークプラシッドオリンピックのイギリス選手団（1932ねんレークプラシッドオリンピックのイギリスせんしゅだん）は、1932年2月4日から2月15日までアメリカ合衆国ニューヨーク州のレークプラシッドで開催された1932年レークプラシッドオリンピックのイギリス選手団、およびその競技結果。

## 概要
今大会は、メダル獲得はなかった。
出場した選手は4選手で全員フィギュアスケート女子シングルへのエントリーであった。

## 結果

### フィギュアスケート
- メーガン・テイラー 女子シングル：7位（コンパルソリーフィギュア7位、フリースケーティング7位）
- セシリア・カレッジ 女子シングル：8位（コンパルソリーフィギュア8位、フリースケーティング10位）
- モリー・フィリップス 女子シングル：9位（コンパルソリーフィギュア9位、フリースケーティング9位）
- ジョーン・ディクス 女子シングル：10位（コンパルソリーフィギュア11位、フリースケーティング11位）